# Lepthyphantes microserratus
Lepthyphantes microserratus este o specie de păianjeni din genul Lepthyphantes, familia Linyphiidae, descrisă de Petrunkevitch, 1930.
Este endemică în Puerto Rico. Conform Catalogue of Life specia Lepthyphantes microserratus nu are subspecii cunoscute.